# 대한민국의 전시작전권 전환
대한민국의 전시작전권 전환(大韓民國-戰時作戰權轉換, 영어: Transfer of Wartime Operational Control 또는 Transfer of Wartime OPCON)은 한미연합사령부가 행사하도록 되어 있는 전시작전권을 대한민국 국군으로 전환하는 것을 말한다.
2006년 8월, 노무현 대통령이 전시작전권을 전환하기로 방침을 정하자 당시 야당인 한나라당과 군 원로 등 보수진영의 반대로 논쟁이 있었으나, 2009년 10월 22일 한미 안보협의회의에서 대한민국과 미국 정부는 2012년 4월 17일에 전환을 재확인하였다.
그러나, 2010년 6월 27일 이명박 대통령과 미국 오바마 대통령은 전시작전권 전환을 2015년 12월로 연기하였고, 2014년 10월 23일 미국 워싱턴에서 열린 한미 안보협의회의에서 대한민국과 미국 국방부 장관은 전작권 전환 시기를 정하지 않고 향후 전환 여부를 검토한다고 합의하였다. 2017년 10월 28일 한미 안보협의회의에서는 '전작권 전환의 조속한 실현을 뒷받침하기 위한 노력'을 기울일 것이라는 내용이 채택되었다.

## 일지
- 1950년 7월 14일, 대한민국 국군의 평시작전통제권과 전시작전통제권이 유엔군에 이양되었다.[4][5]
- 1964년 8월 미국 린든 B. 존슨 대통령이 통킹만 사건 후 베트남 전쟁에 대규모 군사개입을 시작하였다.
- 1965년 미국과 대한민국이 베트남에 지상군을 파병하였다.
- 1968년 1월 북베트남이 구정 대공세를 성공하여 미군이 궁지에 몰렸다.
- 1968년 5월 미국과 북베트남이 강화조약 협상을 시작했다.
- 1968년 11월 미국 리처드 닉슨이 제37대 대통령으로 당선되었다. 민주당에서 공화당으로 정권교체가 되었다.
- 1969년 7월 25일 닉슨 대통령이 닉슨 독트린을 발표했다.
- 1970년 미국이 주한미군 7사단 중 2만명을 철수시켰다.
- 1973년 프랑스 파리에서 평화 협정이 체결되어 3월 말까지 미군과 대한민국 국군이 베트남에서 전부 철수하였다.
- 1975년 4월 30일 사이공 함락으로 남베트남이 패망하였다.
- 1976년 미국 민주당 지미 카터 대선후보가 주한미군의 전면 철수를 대선공약으로 하여 제39대 대통령으로 선출되었다.
- 1979년 10월 26일 박정희 대통령이 사망하였다.
- 1991년, 노태우 대통령은 서울신문 창간 46돌 특별회견에서 "오는 1995년까지는 평시작전통제권을 대한민국 국군이 넘겨받고 2000년까지는 전시작전통제권도 대한민국 국군이 이양받는다는 것이 큰 방향"이라고 밝혔다.[6]
- 1994년 12월 1일 0시를 기해, 대한민국 국군은 평시작전통제권을 44년 만에 주한미군으로부터 이양 받았다.[4][7]
- 2004년 한국 국방부는 주한미군과 본토 미군의 증원 없이, 한국군 단독으로 북한과의 전면전에서 승리한다는 보고서를 노무현 대통령에게 제출했다. 핵우산은 계속 미국이 하는 개념으로, 닉슨 독트린과 일치하는 개념이다.
- 2005년 10월 1일, 노무현 대통령은 계룡대에서 열린 제57주년 국군의 날 기념식에서 "나는 그동안 자주국방을 강조해 왔습니다. 이것은 자주독립국가가 갖추어야 할 너무도 당연하고 기본적인 일이기 때문"이라고 전제한 후 "전시작전통제권 행사를 통해 스스로 한반도 안보를 책임지는 명실상부한 자주군대로 거듭날 것"이라며 자주국방에 대한 강한 신념을 밝혔다.[8]
- 2005년 10월 21일, 윤광웅 국방부 장관과 도널드 럼즈펠드 미국 국방부 장관은 대한민국 국방부 청사에서 제37차 한미 안보협의회의를 갖고 지휘관계와 전시작전권에 대한 협의를 '적절히 가속화한다(appropriately accelerate)'는 내용을 포함하는 13개항의 공동성명을 채택했다.[9]
- 2005년 10월 28일, 한국 정부 고위 당국자가 전시작전권 전환 관련 일정을 처음으로 공식적으로 밝혔다. “군은 2003년 하반기부터 전시 작전통제권 전환과 관련한 일정을 검토해 왔으며, 2015년 이전에 전시 작전통제권을 이양하겠다는 계획을 세웠다”며 “이같은 계획이 이미 미국측에 전달된 것으로 알고 있다”고 말했다.[10]
- 2006년 1월 25일 오전에, 노무현 대통령은 청와대 춘추관에서 내외신 신년 기자회견을 갖고, "올해 안에 한·미동맹의 장래에 관한 공동연구와 한국군의 전시작전권 이양 문제를 매듭지을 수 있도록 미국과 긴밀히 협의해 나갈 것”이라고 말했다.[11][12]
- 2006년 8월 4일, 워싱턴 타임스 인터넷판은 미국 국방부 관리들의 말을 인용, 미국 국방부가 3년 안에 한국에 전시작전통제권을 넘길 계획이라고 보도했다.[13]
- 2006년 8월 25일 부시 대통령이 한국의 전시 작전권 환수와 관련해 도널드 럼즈펠드 국방장관과 버웰 벨 주한 미군사령관에게 "한국은 전시 작전권을 행사할 능력이 있고, 한국이 원하는 대로 최대한 지원해 주라"고 지시한 것으로 전해졌다.[14]
- 2009년 9월, 한국 국방부는 주한미군과 본토 미군의 증원군 없이, 한국의 예비군 동원도 없이, 현역군인 만으로 북한과의 전면전에서 승리한다는 보고서를 이명박 대통령에게 제출했다. 2004년 노무현 대통령에게 제출했던 보고서에서는 예비군 동원이 필요하다고 보았으나, 이번에는 예비군도 없이 현역만으로 전면전 승리가 가능해졌다는 국방부 보고서가 작성되었다.
- 2009년 10월 22일, 김태영 국방장관과 로버트 게이츠 미 국방장관은 용산기지에서 열린 제41차 한미 안보협의회의를 끝낸 뒤 "2012년 4월 17일 전작권 전환과 관련된 사안에 대해서도 의견을 나눴다. 양국은 심혈을 기울여 전작권 전환이 순조롭게 이행되도록 할 것이다"라고 발표했다.
- 2010년 6월 27일, 이명박 대통령과 미국 오바마 대통령은 전시작전권 전환을 킬 체인이 완성되는 2015년 12월로 연기하기로 합의하였다. 당시 합의에서는 재연기는 없다고 확인하였다.[2]
- 2013년 10월 2일, 김관진 국방장관과 척 헤이글 미 국방장관은 서울에서 열린 제45차 한미 안보협의회의 직후 공동 기자회견에서 양국 장관은 전작권 전환의 관건은 '조건'이며, '시기'는 달라질 수 있는 부수 요소라고 밝혔다.[15][16]
- 2014년 10월 23일 한민구 국방장관과 척 헤이글 미 국방장관은 워싱턴에서 열린 제46차 한미 안보협의회의에서 대한민국과 미국의 국방부 장관은 전작권 전환 시기를 정하지 않고 2020년대 중반에 전환 여부를 검토한다고 합의하여 사실상 무기한 연기하였다.[3]
- 2017년 9월 28일, 문재인 대통령은 국군의 날 기념 행사에서 국방개혁의 일환으로 전작권을 조기 환수 하겠다는 입장을 밝혔다.
- 2017년 10월 28일, 서울에서 열린 제49회 한미 안보협의회의에서는 6월말 문재인 대통령과 미국 도널드 트럼프 대통령의 한미 정상회담에서 채택된 '전작권 전환의 조속한 실현을 뒷받침하기 위한 노력'을 기울일 것이라는 내용이 채택되었다. 다만 '한국군 주도의 미래 연합사령부' 구조를 비롯한 주요 로드맵의 완성, 승인은 다음 해 SCM까지로 미뤄졌다.

## 같이 보기
| - 주한 미군 - 대한민국의 미국 육군 시설 목록 - 주한미군지위협정 - 한미연합사령부(ROK-US CFC), 카투사(KATUSA) - 주한미군방송 - 미국의 군사 - 미국 국방부 - 미국 국가 정보국 - 주일미군(USFJ) - 제8군 - 제2보병사단 - 제7공군 - 미국 제7함대 - 미국 해병대 | - 전시 작전통제권, 판문점, UN군 - 군사분계선, 공동경비구역 - 서해 북방한계선 - 유엔 연합, 중립국 - 대한민국 국군 - 대한민국 국방부 - 대한민국의 병역 제도 - 국방개혁 2020 - 국방개혁 307계획 - 전시 작전통제권(WT-OPCON) - 평시 작전통제권(PT-OPCON) - 조선인민군 |